# Hans Pirchegger

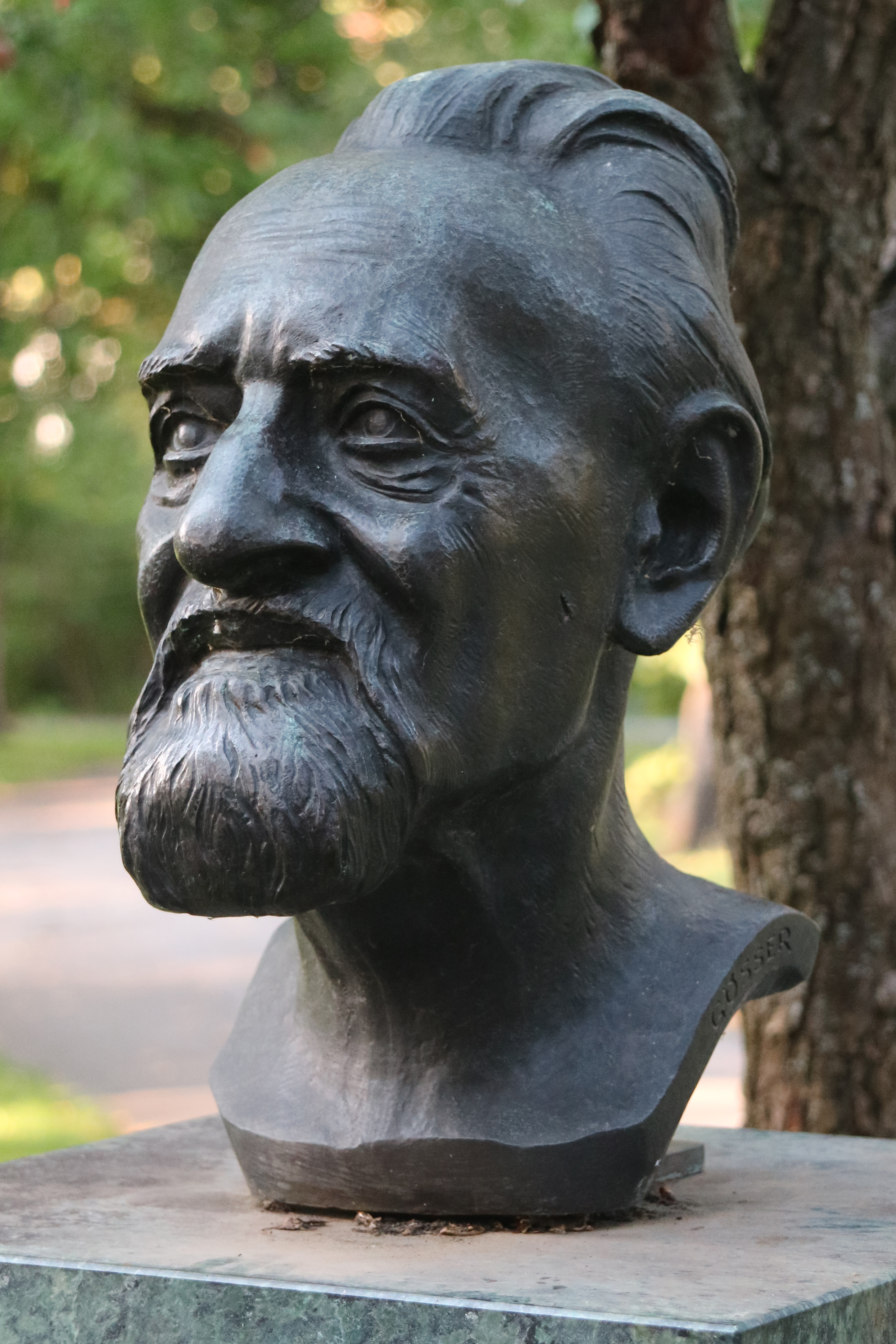
Büste im Grazer Stadtpark

Johann Simon „Hans“ Pirchegger (* 30. August 1875 in Graz, Steiermark; † 1. Oktober 1973 ebenda) war ein österreichischer Historiker.
Er ist der Cousin 2. Grades des österreichischen Slawisten Simon Pirchegger (1889–1946) und des ehemaligen Landeshauptmannes der Steiermark Anton Pirchegger (1885–1949).

## Leben
Der aus ärmlichen Verhältnissen stammende Hans Pirchegger, Sohn des Eisenbahners Simon Pirchegger sowie dessen Ehegattin, der Trafikantin Josepha geborene Koschier, wandte sich nach abgelegter Matura dem Studium der Geschichte und Geographie an der Universität Graz zu, das er 1899 mit der Promotion zum Dr. phil. abschloss. Im Folgejahr trat Pirchegger eine Lehrerstelle für Geschichte sowie Geographie am Gymnasium in Pettau an, 1907 wechselte er in derselben Funktion an das Staats-Realgymnasium Lichtenfels nach Graz, 1935 wurde er feierlich in den Ruhestand verabschiedet.
Pirchegger habilitierte sich 1916 an der Universität Graz für österreichische Geschichte mit besonderer Berücksichtigung der Geschichte Innerösterreichs, 1923 wurde er zum titular-außerordentlichen Professor, 1937 zum titular-ordentlichen Professor, 1939 zum außerplanmäßigen Professor ernannt, 1945 wurde er emeritiert. Am 7. Dezember 1938 hatte er die Aufnahme in die NSDAP beantragt und wurde rückwirkend zum 1. Mai desselben Jahres aufgenommen (Mitgliedsnummer 6.326.046). Er hielt Mitgliedschaften in der Historischen Landeskommission für Steiermark, im Historischen Verein für Steiermark, im Verband Österreichischer Geschichtsvereine sowie im Geschichtsverein für Kärnten inne.
Der insbesondere mit Beiträgen zur Geschichte der Steiermark hervorgetretene Hans Pirchegger wurde mit dem Ehrenring der Stadt Graz, dem Großen Ehrenzeichen für Verdienste um die Republik Österreich sowie 1943 mit dem Wolfgang-Amadeus-Mozart-Preis ausgezeichnet. Des Weiteren war er ein Bürger der Stadt Graz.
Pirchegger hat großen Anteil an der Widerlegung des Mythos um die angebliche Türkenschlacht bei Radkersburg, die er als tatsächlichen Ungarneinfall entlarvte.
Seinen Nachlass übergab Pirchegger bereits 1951 dem Steiermärkischen Landesarchiv, worüber Josef Kraßler ein hand- und maschinschriftliches Übersichtsinventar anlegte.
Am 1. Oktober 1973 starb Pirchegger im Alter von 98 Jahren; die Verabschiedung fand am 4. Oktober 1973 in der Feuerhalle Graz statt.

## Publikationen (Auswahl)
- Das steirische Draugebiet – ein Teil Deutschösterreichs, Deutsche Mittelstelle, Graz; Leykam, Graz 1919.
- Die slowenischen Ansprüche in Untersteiermark, Hölder, Wien 1919.
- Geschichte der Steiermark, 3 Bände, Perthes A.-G, Gotha; Leuschner & Lubensky, Graz 1920–34.
- Steiermark von der Urzeit bis zur Jetztzeit: kurzgefasste geschichtliche Heimatkunde, Alpenland-Buchhandlung Südmark, Graz 1924.
- Das steirische Eisenwesen bis 1625, 2 Bände, Leykam, Graz 1937–39.
- Geschichte der Steiermark. Mit besonderer Rücksicht auf das Kulturleben, Pirchegger, Graz 1949.
- Geschichte des Bezirkes Gröbming, Gröbming 1951.
- Landesfürst und Adel in Steiermark während des Mittelalters, 3 Bände, Historische Landeskommission für Steiermark, Graz 1951–58.
- zusammen mit Ludwig Kobel: Steirische Ortswappen einschliesslich jener der Untersteiermark, Wall, Graz 1954.
- Die Untersteiermark in der Geschichte ihrer Herrschaften und Gülten, Städte und Märkte, Oldenbourg, München 1962.